# Miên Tuần
Miên Tuần (chữ Hán: 綿偱; 26 tháng 8 năm 1758 - 23 tháng 5 năm 1817), Ái Tân Giác La, là một Quận vương của nhà Thanh trong lịch sử Trung Quốc.

## Cuộc đời
Miên Tuần sinh vào giờ Tý, ngày 23 tháng 7 (âm lịch) năm Càn Long thứ 23 (1758), trong gia tộc Ái Tân Giác La. Ông là con trai thứ tư của Hòa Cần Thân vương Vĩnh Bích, mẹ ông là Trắc Phúc tấn Lý Giai thị (李佳氏). Ông là em trai cùng cha khác mẹ của Hòa Cẩn Quận vương Miên Luân. Năm Càn Long thứ 40 (1775), tháng 1, huynh trưởng của ông qua đời khi còn trẻ mà không có con nối dõi, nên ông được tập tước Hòa Thân vương đời thứ 4, nhưng Hòa vương phủ không phải thừa kế võng thế, nên ông chỉ được phong làm Hòa Quận vương (和郡王). Năm thứ 53 (1788), tháng 2, quản lý sự vụ Chính Lam kỳ Giác La học (覺羅學). Năm thứ 57 (1792), tháng 10, ông được vào Càn Thanh môn hành tẩu. Năm thứ 58 (1793), tháng 3, được phong Đô thống Mông Cổ Chính Bạch kỳ (正白旗蒙古都統). Năm Gia Khánh thứ 4 (1799), tháng giêng, quản lý sự vụ Ngự thuyền xứ (御船處). Năm thứ 22 (1817), ngày 8 tháng 4 (âm lịch), giờ Dần, ông qua đời, thọ 66 tuổi, được truy thụy Hòa Khác Quận vương (和恪郡王).

## Gia quyến

### Thê thiếp

#### Đích Phúc tấn
- Nguyên phối: Phú Sát thị (富察氏), con gái của Học sĩ Bác Thanh Ngạch (博清額).
- Kế thất: Nạp Lan thị (納喇氏), con gái của Tướng quân Y Lặc Đồ (伊勒圖).

#### Trắc Phúc tấn
- Kim Giai thị (金佳氏), con gái của Kim Toàn (金全).
- Trương Giai thị (張佳氏), con gái của Trương Quốc Thiện (張國善).
- Vương thị (王氏), con gái của Nhị Đạt Sắc (二達色).

#### Thứ thiếp
- Diêu thị (姚氏), con gái của Ô Vân Bảo (烏雲保).
- Dương thị (楊氏), con gái của Dương Thọ Tân (楊壽新).
- Nhạc thị (岳氏), con gái của Na Lan Thái (那蘭泰).
- Khang thị (康氏), con gái của Khang Ngọc Đống (康玉棟).
- Trương thị (張氏), con gái của Trương Thủ Tín (張守信).
- Khang thị (康氏), con gái của Khang Ngọc Đống (康玉棟).
- Vương thị (王氏), con gái của Vương Ngũ Nhĩ (王五爾).
- Thôi thị (崔氏), con gái của Thôi Đại (崔大).

### Hậu duệ

#### Con trai
1. Dịch Thuận (奕順; 1780 - 1783), mẹ là Trắc Phúc tấn Kim Giai thị. Chết yểu.
2. Dịch Chuyên (奕顓; 1780 - 1790), mẹ là Trắc Phúc tấn Trương Giai thị. Chết yểu.
3. Dịch Hanh (奕亨; 1783 - 1832), mẹ là Trắc Phúc tấn Kim Giai thị. Năm 1817 được tập tước Hòa Thân vương và được phong Bối lặc (貝勒). Có năm con trai.
4. Dịch Thông (奕聰; 1786 - 1836), mẹ là Trắc Phúc tấn Trương Giai thị. Được phong làm Tam đẳng Trấn quốc Tướng quân (三等鎮國將軍). Có năm con trai.
5. Dịch Đào (奕桃; 1788 - 1792), mẹ là Thứ thiếp Nhạc thị. Chết yểu.
6. Dịch Cẩn (奕謹; 1791 - 1826), mẹ là Trắc Phúc tấn Vương thị. Được phong làm Tam đẳng Trấn quốc Tướng quân (三等鎮國將軍). Vô tự.
7. Dịch Triệu (奕兆; 1791 - 1792), mẹ là Thứ thiếp Vương thị. Chết yểu.
8. Bát tử (1793), mẹ là Trắc Phúc tấn Vương thị. Chết yểu.
9. Dịch Nhị (奕蕋; 1799 - 1839), mẹ là Thứ thiếp Trương thị. Được phong làm Phụng quốc Tướng quân (奉國將軍). Có một con trai.
10. Dịch Liên (奕聯; 1802 - 1803), mẹ là Trắc Phúc tấn Vương thị. Chết yểu.
11. Dịch Bân (奕斌; 1802 - 1805), mẹ là Thứ thiếp Khang thị. Chết yểu.
12. Dịch Mạnh (奕孟; 1803 - 1805), mẹ là Thứ thiếp Khang thị. Chết yểu.
13. Dịch Tường (奕詳; 1804 - 1811), mẹ là Thứ thiếp Vương thị. Chết yểu.
14. Dịch Thăng (奕升; 1811 - 1815), mẹ là Thứ thiếp Thôi thị. Chết yểu.
15. Dịch Bình (奕平; 1812 - 1813), mẹ là Thứ thiếp Thôi thị. Chết yểu.